# District de Karoonda East Murray
Le district de Karoonda East Murray (District of Karoonda East Murray) est une zone d'administration locale située à l'est de l'Australie-Méridionale en Australie. 
La principale localité de la zone est Karoonda.

## Localités
Borrika, Galga, Halidon, Karoonda, Kalyan, Lowaldie, Marama, Mercunda, Mindarie, Mantung, Perponda, Sandalwood, Wanbi, Wynarka.